# X.L. Zhang
Zhang Xianliang (Traditioneel Chinees: 張賢亮, Vereenvoudigd Chinees: 张贤亮) (Nanjing, 1936–2014), in Nederland ook bekend als X.L. Zhang, was een Chinees schrijver.
Zhang werd geboren in Nanjing; zijn familie is afkomstig uit de provincie Jiangsu. Hij publiceerde al op jonge leeftijd gedichten in de krant. In 1956 werd Zhang benoemd op een post van leraar in de afgelegen provincie Gansu. Sindsdien heeft hij in Gansu en Ningxia gewoond.
In 1957 werd Zhang vanwege het gedicht Ode to the big wind (大风歌, Dafeng ge) tot 'rechtse' verklaard, waarna hij van 1958 tot 1976 gevangenzat, soms als dwangarbeider, soms in de gevangenis. Over deze tijd heeft hij later verschillende boeken geschreven.
Zhang werd gerehabiliteerd in 1979, en het jaar daarop verscheen zijn eerste boek: Vier brieven. Sindsdien heeft hij nog verschillende andere boeken gepubliceerd, die in vele talen vertaald zijn.
Zhang schrijft over tragische gebeurtenissen, maar zonder zijn verhalen hopeloos en nihilistisch te laten worden: er is steeds hoop in te vinden.